# The Elopement on Double L Ranch
The Elopement on Double L Ranch est un film muet américain réalisé par Allan Dwan et sorti en 1911.

## Synopsis
Une veuve et sa fille qui sont des propriétaires du ranch.

## Fiche technique
- Réalisation : Allan Dwan
- Date de sortie : 
  - États-Unis : 5 juin 1911
- Genre : Western

## Distribution
- J. Warren Kerrigan : Charles King
- Pauline Bush : Molly Walker
- George Periolat : Jim Farrow
- Louise Lester : la veuve Walker